# Veneux-les-Sablons
Veneux-les-Sablons – miejscowość i dawna gmina we Francji, w regionie Île-de-France, w departamencie Sekwana i Marna. W 2013 roku populacja gminy wynosiła 4926 mieszkańców. Przez miejscowość przepływa Sekwana. 
1 stycznia 2017 roku połączono dwie wcześniejsze gminy: Moret-Loing-et-Orvanne oraz Veneux-les-Sablons. Siedzibą nowej gminy została miejscowość Moret-Loing-et-Orvanne, a gmina przyjęła jej nazwę. 